# SNOW (ゲーム)
『SNOW』（スノー）は、2003年1月31日、当時ビジュアルアーツ傘下にあったスタジオメビウスより発売された18禁恋愛アドベンチャーゲーム。

## 概要
それまで『絶望』など、いわゆる「鬼畜もの」を世に送り出してきたスタジオメビウスが純愛ものを手がけるということで発表時には話題を呼んだ。しかし、当初2001年初めとされていた発売予定がその後幾度か延期を繰り返し、発売されたのは2年後の2003年であった。さらに当初はキャラクターボイスが有りと発表されていたが、開発中に無しとされるスペック変更も発表された。
マルチストーリーの順序構成やストーリーにおいて、同じビジュアルアーツ傘下であるKeyの『AIR』や『Kanon』と類似する部分が数多く指摘されている。これについては、制作者側がインタビューでこれらの作品を意識して似せていることを認めており、同時にKeyの監修を受けていたことを明らかにしている。『AIR』のSUMMER編といったKey作品のシナリオを担当していた涼元悠一がシナリオアシスタントとして参加していたこともわかっている。
また、移植に伴って2度も新規ヒロインが追加されたが、この複数回に渡るヒロインの追加により結果として未回収の伏線の多くも回収される事となった。
2004年9月に発売されたSNOWと同じスタジオメビウス開発の『友達以上恋人未満』は、SNOWの後の世界が舞台であるが、08年12月現在スタジオメビウスのHPにあるSNOW特設ページではラインナップの1つとして数えられていないため、現在は正統な続編というよりは外伝、もしくは番外編的位置付けにあるとされている。
この作品は最初に澄乃や旭を終了し、しかる後にしぐれの物語を終了させなくては、最後の桜花の物語にたどり着けない（PS2版では桜花終了の後に芽依子、PSP版や「SNOW P・E」ではさらに謎の少女の物語へと進めるようになる）。これはKeyのゲームである『AIR』におけるあり方と共通している。

## 移植版
NECインターチャネルより本作のドリームキャスト版が同年9月25日に、サブキャラクターであった橘芽依子を新規ヒロインとして追加したPlayStation 2版（CEROレーティング15歳以上対象）が翌年2月26日に発売されている。また、2004年9月24日の『友達以上恋人未満』発売に合わせ、同日フルボイス版が発売された。
2006年9月29日にはこのフルボイス版にDC版やPS2版での追加部分を逆移植し、さらに新規ヒロインとして謎の少女を追加した『SNOW P・E』(P・Eは"Plus Edition"の略)が発売された。携帯電話ゲームではソフトバンクモバイルのSoftBank 3G端末とNTTドコモのFOMA向けにも2006年11月1日から配信されている。2006年12月にプロトタイプからPlayStation Portable版が発売予定であったが、延期に次ぐ延期で2007年夏の8月16日に発売された。
その後、『SNOW P・E』が『暗黒SNOW』とセットで、Android移植版の配信が2015年11月からビジュアルアーツのアプリマーケット『アニゲマ』で開始された。

## あらすじ
主人公・出雲彼方は、親戚のつぐみが経営する温泉旅館の手伝いをするため、龍神村を訪れる。そこは大昔、龍神と人とが禁忌を破って結ばれたことが神の怒りに触れ、以来一年中雪に覆われる村であった。
その地で主人公は、村の少女達と出会うことになる。

## 登場人物
声はドラマCD / 家庭用 / フルボイス版およびPEの順。
出雲 彼方（いずも かなた）
声 : 保志総一朗 / なし / なし、誕生日 : 10月1日 身長:188cm 体重:80kg 趣味:昼寝 好物:すき焼き、おでん。
主人公（ゲームでは名前を変更可能）。大学卒業後は気楽なフリーター生活を送っていたが、従姉のつぐみが経営する旅館でアルバイトをするため龍神村にやってきた。しかし来て早々落石事故に巻き込まれ、死んだと思われる不運な青年。日々、安い日当（200円）でこき使われている。「めびにゃ！」の「暗黒SNOW」でも声があるが、キャストは非公表。

### ヒロイン
雪月 澄乃（ゆきづき すみの）
声 : 川澄綾子 / 同左 / 韮井叶、誕生日 : 2月15日 身長:158cm 体重:46kg B:85/W:56/H:84 趣味:絵を描くこと、散歩 好物:あんまん
10年前に主人公が村に一時期訪れていた際に出会った少女。大のあんまん好きで、「命の源」とまで言い切るほど。口癖は「えうー」。天然だが家庭的で、家事全般に関しては優秀。美術部に所属しているが絵の腕前は下手。
日和川 旭（ひよりがわ あさひ）
声 : 田村ゆかり / 同左 / 理多、誕生日 : 12月8日 血液型:O型 身長:128cm 体重:28kg B:/62W:/53/H:68 趣味:悪撲滅運動 好物:ハム・ソーセージ
悪を退治すると言って、主人公の前に突然現れる少女。明るく猪突猛進な性格で、主人公の事を待っていた(主人公に覚えはない)。
北里 しぐれ（きたざと しぐれ）
声 : 池澤春菜 / 同左 / 一色ヒカル、誕生日 : 1月30日 血液型:A型 身長:168cm 体重:55kg B:90/W:63/H88 趣味:動物と遊ぶこと 好物:雑炊
村はずれの山中で出会う少女。極端に口数が少なく、人と接することを恐れているかのようである。
若生 桜花（わこう おうか）
声 : 金田朋子 / 同左 / 紬叶慧、誕生日 : 4月5日 血液型:B型 身長:89cm 体重:12kg B:46/W:45/H:52 趣味:雪だるまを作ること 好物:甘いもの・綿菓子
神社の境内で両親の帰りを待つといって、猫のシャモンと遊んでいる少女。古風な喋り方をする。気が強く、生意気だが根は優しい。
橘 芽依子（たちばな めいこ）
声 : 渡辺菜生子 / 同左 / 涼森ちさと、誕生日 : 9月18日
誠史郎の義理の娘で澄乃の親友。外見、性格共に中性的。やや言動が奇怪で主人公をからかう事が多い。PS2版以降では彼女のシナリオが追加された。
謎の少女
声 : なし / 小野涼子（PSP版） / 民安ともえ
SNOW P・Eからの新規追加キャラ。桜花と親しい。

### サブキャラクター
佐伯 つぐみ（さえき つぐみ）
声 : 水谷優子 / 同左 / 天天、誕生日 : 5月10日 血液型:O型 身長165cm 体重:56kg B/W/H:100/64/92 趣味:カラオケ 好物:何でも好き
主人公の従姉で温泉旅館「龍神天守閣」の女将。常に笑顔を絶やさないが、意外に小悪魔的な面も。あるとき旅館を彼方に「あげる」と言い残して出て行ってしまう。
雪月 小夜里（ゆきづき さより）
声 : 平松晶子 / 篠原恵美 / 石井李奈、誕生日 : 7月29日 血液型:Ａ型 身長164cm 体重:53kg B/W/H:89/62/88 趣味:旅行・買い物 好物:カレーライス
澄乃の母。雑貨屋を営む。夫亡き後、女手一つで澄乃を育ててきた、大らかで気丈な女性。
橘 誠史郎（たちばな せいしろう）
声 : 松本保典 / 同左 / 森川明大、誕生日 : 6月12日 血液型:B型 身長:186cm 体重:76kg 趣味:釣り・ドライブ 好物:寿司・日本酒・鍋料理
橘診療所の医師。芽依子の父親的存在。自動車の運転は壊滅的、さらには手術をほったらかすなど、公私共に問題のある人物。つぐみとは相思相愛の仲。
シャモン
声 : 不明 / 小桜エツ子 / 佐蒼凛
桜花といつも一緒にいる猫。桜花と仲が良い。なぜか彼方はシャモンの言いたいことがわかる。

### Legend編での登場人物
白桜（はくおう）
声：なし/辻谷耕史/不明
龍神村の社の宮司。幼い頃に野盗に両親を殺され村から離れたが、龍神の信仰復興の為、龍神村に戻ってくる。人格円満、文武両道、容姿端麗と非のうちどころのない好人物。
鳳仙（ほうせん）
声：なし/渡辺菜生子/涼森ちさと
5歳年下の白桜の妹。龍神の社の巫女でもある。文武に優れた勝気な少女だが毒舌が過ぎるきらいがある。微弱ながら予知能力を持っている。
しぐれ
声 : なし / 池澤春菜 / 一色ヒカル
白桜と鳳仙の儀式により天から招かれた龍神姉妹の姉。厳格な人物で、菊花に辛く当たる。
菊花（きっか）
声 : なし / 川澄綾子 / 韮井叶
白桜と鳳仙の儀式のより天から招かれた龍神姉妹の妹。明るく、純粋な心の持ち主だが少々わがまま。
あさひ
声 : なし / 田村ゆかり /理多
体毛が緑がかった巨大な兎。正体は、有名な女流絵師が描いた兎の絵が実体化したもの。最初は悪戯ばかりしていたが白桜に諭され、善行を心がけるようになる。
平太
声 : なし / 不明(ドラマCD版:松本吉朗)/不明
龍神村の若者。

## スタッフ
- キャラクターデザイン:飛鳥ぴょん
- シナリオ:望月JET、まちゃ吉、Klein（P・E「謎の少女」シナリオのみおおやぎしんいちろぉ）、凉元悠一、あおむらさき（両者ともシナリオアシスタンス）
- 音楽:Famishin、ふぁむ、I've、T&N BGMフォーマット Factory
  - OP:SNOW
    - 作詞:Studio Mebius
    - 作曲:高瀬一矢
    - 歌:松澤由美

  - ED:ふたりの足跡
    - 作詞:Studio Mebius
    - 作曲:高瀬一矢
    - 歌:松澤由美

  - ED2:雪のかなた
    - 作詞:Studio Mebius
    - 作曲:T&N BGMフォーマット Factory
    - 編曲:高瀬一矢
    - 歌:松澤由美

  - 挿入歌:空の揺りかご
    - 作詞:Studio Mebius
    - 作曲:Studio Mebius
    - 歌:雪月澄乃（家庭用および音声なしPC版では川澄綾子）

## 関連商品

### 漫画版
コンプティークにおいて「SNOW 〜Pure White〜」が連載された。作画はあずまゆき。

### TCG
シルバーブリッツのカードゲーム、Lyceeに参戦している。収録エキスパンションは、VisualArt's1.1など。

## その他
本作品の舞台と同じ名前の龍神村が和歌山県に存在していたが（現在は田辺市の一部）、製作にあたっては京都府美山町(現在は南丹市の一部)が参考とされた。